# Temporada 2006-2007 del FC Barcelona
La temporada 2006-2007 del FC Barcelona fou una prolífica temporada del Futbol Club Barcelona guanyant el títol de Supercopa d'Espanya i la Copa Catalunya. Iniciada el juny del 2006 amb el final de les competicions oficials.

## Plantilla
- Carles Puyol
- Xavi Hernández
- Víctor Valdés
- Oleguer Presas
- Albert Jorquera
- Ronaldinho
- Deco
- Juliano Belletti
- Thiago Motta
- Edmilson
- Sylvinho
- Santi Ezquerro
- Andrés Iniesta
- Ludovic Giuly
- Lilian Thuram
- Leo Messi
- Javier Pedro Saviola
- Gio van Bronckhorst
- Rafael Márquez
- Samuel Eto'o
- Eiður Smári Guðjohnsen
- Gianluca Zambrotta

- Entrenador:  Frank Rijkaard
- Segon entrenador:  Johan Neeskens
- Ajudant tècnic:  Eusebio Sacristán
- Entrenador de porters:  Juan Carlos Unzué
- Encarregat del filial:  José Ramón Alexanko

## Resultats
| PARTITS 2006-2007 |
| --- |
| 28-07-2006 Amistós. AARHUS-BARCELONA 0-3 03-08-2006 Amistós. UANL-BARCELONA 0-3 06-08-2006 Amistós. GUADALAJARA-BARCELONA 1-1 09-08-2006 Amistós. AMÈRICA-BARCELONA 4-4 12-08-2006 Amistós. NEW YORK RED BULLS-BARCELONA 1-4 17-08-2006 Supercopa d'Espanya (anada). ESPANYOL-BARCELONA 0-1 20-08-2006 Supercopa d'Espanya (tornada). BARCELONA-ESPANYOL 3-0 22-08-2006 Gamper. BARCELONA-BAYERN MUNIC 4-0 25-08-2006 Supercopa d' Europa. SEVILLA-BARCELONA 3-0 28-08-2006 Lliga (1). CELTA-BARCELONA 2-3 06-09-2006 Copa Catalunya (final). ESPANYOL-BARCELONA 1-0 09-09-2006 Lliga (2). BARCELONA-OSASUNA 3-0 12-09-2006 Lliga de Campions (1). BARCELONA-LEVSKI SOFIA 5-0 17-09-2006 Lliga (3). RACING-BARCELONA 0-3 24-09-2006 Lliga (4). BARCELONA-VALÈNCIA 1-1 27-09-2006 Lliga de Campions (2). WERDER BREMEN-BARCELONA 1-1 30-09-2006 Lliga (5). ATHLÈTIC CLUB-BARCELONA 1-3 15-10-2006 Lliga (6). BARCELONA-SEVILLA 3-1 18-10-2006 Lliga de Campions (3). CHELSEA-BARCELONA 1-0 22-10-2006 Lliga (7). REIAL MADRID-BARCELONA 2-0 25-10-2006 Copa (1/16, anada). BADALONA-BARCELONA 1-2 28-10-2006 Lliga (8). BARCELONA-RECREATIVO 3-0 31-10-2006 Lliga de Campions (4). BARCELONA-CHELSEA 2-2 04-11-2006 Lliga (9). DEPORTIVO-BARCELONA 1-1 08-11-2006 Copa (1/16, tornada). BARCELONA-BADALONA 4-0 12-11-2006 Lliga (10). BARCELONA-SARAGOSSA 3-1 19-11-2006 Lliga (11). MALLORCA-BARCELONA 1-4 22-11-2006 Lliga de Campions (5). LEVSKI SÒFIA-BARCELONA 0-2 25-11-2006 Lliga (13). BARCELONA-VILA-REIAL 4-0 02-12-2006 Lliga (13). LLEVANT-BARCELONA 1-1 05-12-2006 Lliga de Campions (6) BARCELONA-WERDER BREMEN 2-0 09-12-2006 Lliga (14). BARCELONA-REIAL SOCIETAT 1-0 14-12-2006 Mundial de Clubs (semifinal}. CLUB AMÈRICA-BARCELONA 0-4 17-12-2006 Mundial de Clubs (final). INTERNACIONAL PORTO ALEGRE-BARCELONA 1-0 21-12-2006 Lliga (16). BARCELONA-ATLÈTIC MADRID 1-1 07-01-2007 Lliga (17). GETAFE-BARCELONA 1-1 10-01-2007 Copa (1/8, anada). ALABÈS-BARCELONA 0-2 13-01-2007 Lliga (18). ESPANYOL-BARCELONA 3-1 16-01-2007 Copa (1/8, tornada). BARCELONA-ALABÈS 3-2 21-01-2007 Lliga (19). BARCELONA-GIMNÀSTIC 3-0 24-01-2007 Lliga (15). BETIS-BARCELONA 1-1 Aquest partit feu ajernat el 17.12.2006 per la participació del Barcelena al Mundial de Clubs de la FIFA al Japó. 28-01-2007 Lliga (20). BARCELONA-CELTA 3-1 31-01-2007 Copa (1/4, anada). BARCELONA-SARAGOSSA 0-1 04-02-2007 Lliga (21). OSASUNA-BARCELONA O-O 11-02-2007 Lliga (22). BARCELONA-RACING 2-0 18-02-2007 Lliga (23). VALENCIA-BARCELONA 2-1 21-02-2007 Lliga de Campions (1/8. anada). BARCELONA-LIVERPOOL 1-2 25-02-2007 Lliga (24). BARCELONA-ATHLETIC CLUB 3-0 28-02-2007 Copa (1/4. tornada). SARAGOSSA-BARCELONA 1-2 03-03-2007 Lliga (25). SEVILLA- BARCELONA 2-1 06-03-2007 Lliga de Campions (1/8. tomada). LIVERPOOL-BARCELONA 0-1 10—03-2007 Lliga (26). BARCELONA-REIAL MADRID 3—3 17-03-2007 Lliga (27). RECREATIVO—BARCELONA 0-4 31-03-2007 Lliga (28). BARCELONA-DEPORTIVO 2-1 07—04-2007 Lliga (29). SARAGOSSA-BARCELONA 1-0 15—04—2007 Lliga (30). BARCELONA-MALLORCA 1-0 18—04—2007 Copa (semifinal. anada). BARCELONA-GETAFE 5—2 22-04—2007 Lliga (31). VILA-REIAL—BARCELONA 2-0 24—04—2007 Amistós. AL AHLY-BARCELONA 0—4 29—04—2007 Lliga (32). BARCELONA-LLEVANT 1—0 05—05—2007 Lliga (33). REIAL SOCIETAT—BARCELONA 0—2 10-05—2007 Copa (semifinal, tomada). GETAFE-BARCELONA 4—0 13-05—2007 Lliga (34). BARCELONA-BETIS 1-1 20-05—2007 Lliga (35). ATLETICO MADRID—BARCELONA 0-6 26-05-2007 Lliga (36). BARCELONA-GETAFE 1-0 31-05-2007 Copa Catalunya (semifinal). GIMNÀSTIC-BARCELONA 3-4 05-06-2007 Copa Catalunya (final). ESPANYOL-BARCELONA 1-1 Barcelona, campió per penals (5-4). 09-06-2007 Lliga (37). BARCELONA-ESPANYOL 2-2 17-06-2007 Lliga (38). GIMNÀSTIC-BARCELONA 1-5 20-06-2007 Amistós (pro UNICEF i Fundació Mandela). MAMELODI SUNDOWNS-BARCELONA 1-2 |